# Cabo de Santo André

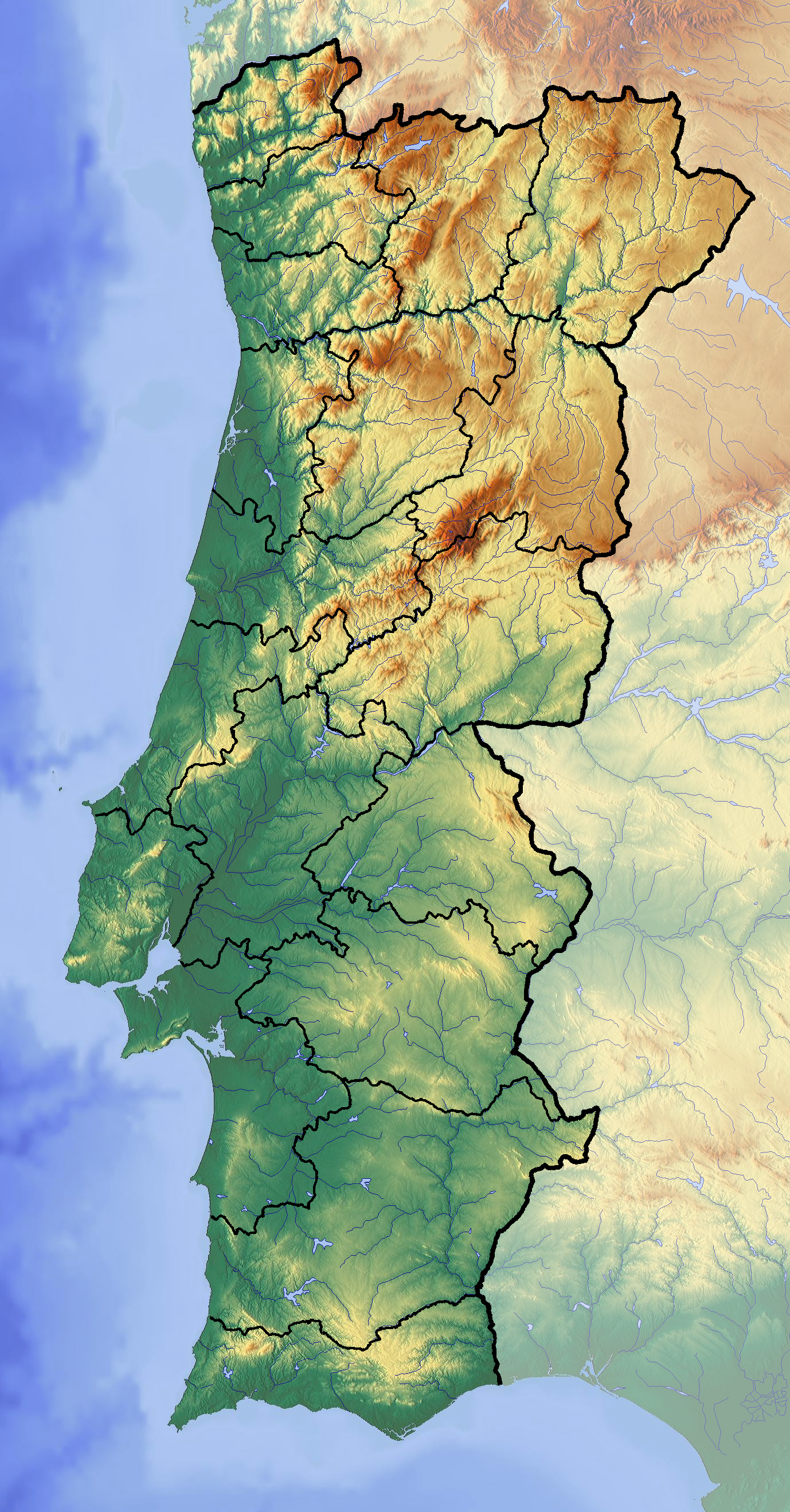
Karte mit dem Cabo de santo André

Das Cabo de Santo André (dt.: „Kap des Heiligen Andreas“) ist ein Kap an der nördlichen Küste von Kontinentalportugal, im Gebiet des Bairro Santo André der Kommune Póvoa de Varzim. Im Süden des Kaps erstreckt sich die Praia do Quião und im Norden die Praia de Santo André.

## Geographie
Das Kap befindet sich am Atlantik zwischen den Mündungen von Ribeira da Barranha (N) und Rio Esteiro (S). Östlich erstreckt sich unmittelbar der Ort Santo André. Die Landschaft ist eben.

## Geschichte
Es handelt sich sehr wahrscheinlich um das antike römische „Promontorium Avarus“ oder „Auaron“ (Αὔαρον ἄκρον), auf das sich der Geograph Ptolemäus aus dem antiken Griechenland im Gebiet der „Callaici Bracares“ bezieht. Bei den Menschen, die in der Region lebten, handelte es sich möglicherweise um die keltische Volksgruppe „Nemetatoi“ oder „Nemetatos“, zwischen dem Fluss „Avus“ (Rio Ave) und Rio Nebis (Rio Neiva). Der Name „Auaron“ ist möglicherweise keltischen Ursprungs (auo- & aro-).
Seit römischer Zeit gibt es eine alte religiöse Frömmigkeit der Einwohner von Póvoa de Varzim, insbesondere der Fischer, die wiederbelebt wurde. Es gibt eine Felsformation namens Penedo do Santo (Rochas de Santo André), die Spuren aufweist, von denen Fischer glauben, dass es sich um einen Fußabdruck des Heiligen Andreas selbst handelt. Dieser Heilige soll der Bootsmann der Seelen sein und die Seelen derer befreien, die im Meer ertrinken, indem er sie nach einem Schiffbruch vom Meeresgrund fischt. Es kommt häufig vor, dass die Strömungen Ertrunkene in die Nähe des Kaps tragen, wie es 2006 bei einem jungen Mann geschah, der am Praia do Rio Alto verschwunden war.
In den frühen Morgenstunden des letzten Novembertages findet die Wallfahrt von Santo André statt, bei der Menschen in schwarzen Umhängen und mit Lampen am Strand entlang zur Kapelle von Santo André (16. Jh.) wallfahren. Die Kapelle befindet sich am Kap und bildet den sogenannten „Punkt der Seelen“ („Ponto das almas“).